# 拉米茨河
50°14′29″N 11°56′12″E / 50.2413892°N 11.9366665°E

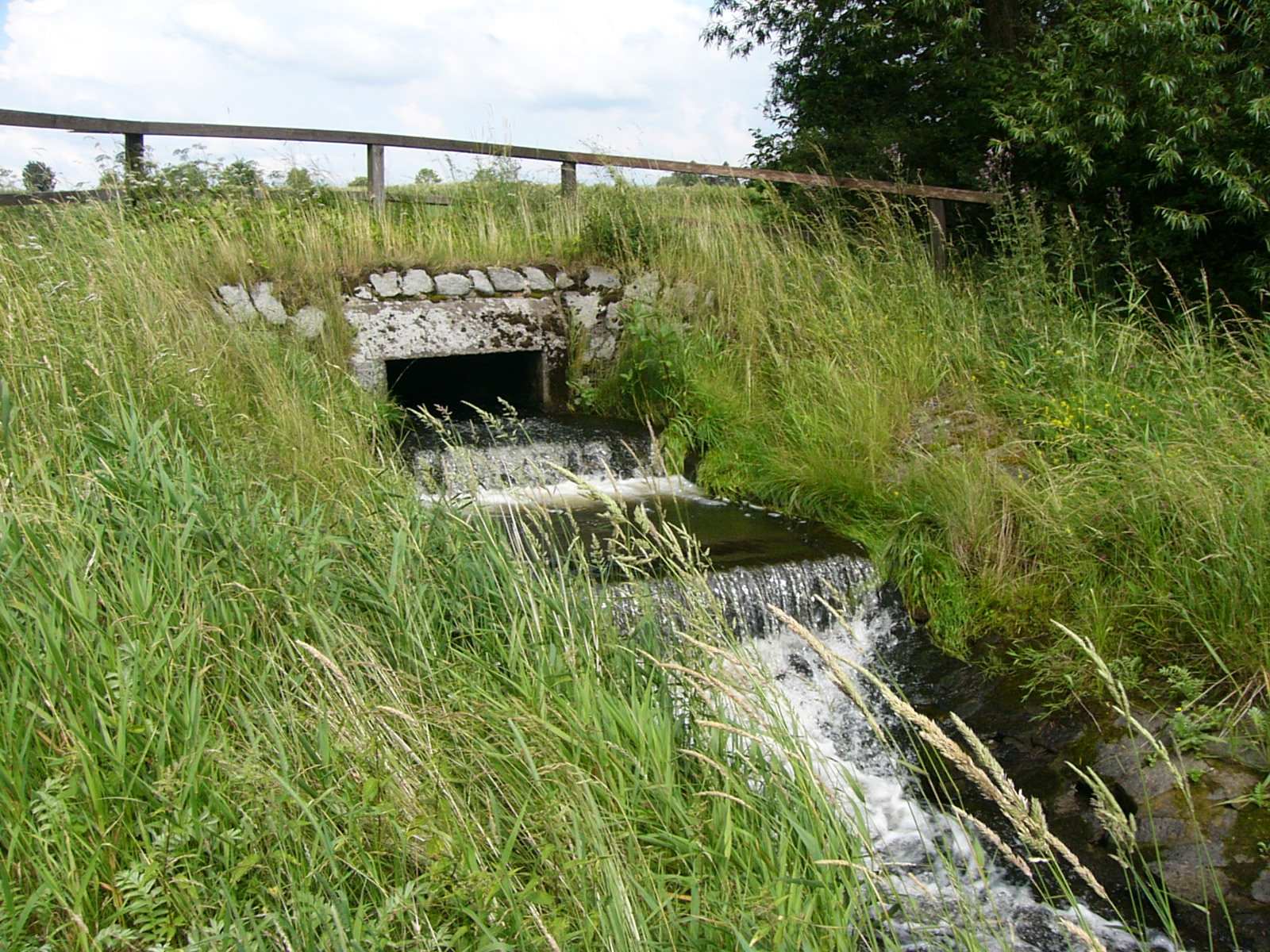

拉米茨河（德語：Lamitz），是德國的河流，位於該國東南部，由巴伐利亞負責管轄，屬於薩勒河的右支流，河道全長22.5公里，流域面積68.9平方公里，發源自菲希特爾山脈東坡。